# HMS M18
«М18» (англ. HMS M18) був монітором типу M15 . 

## Будівництво
«М18» вув замовлений замовив у березні 1915 року в рамках Воєнної надзвичайної програми з будівництва кораблів. Він був закладений на верфі Вільяма Грея в Хартлпулі в березні 1915 року, запущеній 15 травня 1915 року та завершеній у липні 1915 року. 

## Перша світова війна
«М18» служив у Середземномор'ї з жовтня 1915 по жовтень 1918. Зокрема взяв участь у Дарданелльській операції.  Потім діяв біля Салонік.  
Навесні 1919 взяв участь у бойових діях у басейні Азовського моря проти військ більшовиків, зокрема поблизу Ак-Монайського перешийку та Генічеська.    

## Цивільна служба
29 січня 1920 року «М18» був проданий для цивільної служби як нафтовий танкер і перейменований у «Anam» ("Шість" малайською). Певний час застосовувався для перевезення нафти з місця видобування на озері Маракайбо до переробного заводу на Кюрасао. 